# Бакланов Григорій Якович
Григо́рій Я́кович Бакла́нов, справжнє прізвище Фрідман (рос. Григорий Яковлевич Бакланов (Фридман); 11 вересня 1923, Вороніж — 23 грудня 2009, Москва) — російський радянський письменник.
Член Союзу письменників СРСР (1956).

## Життєпис
Народився 11 вересня 1923 року в місті Воронежі в єврейській родині. Закінчив середню школу.
З початком німецько-радянської війни добровільно пішов на фронт, воював рядовим у гаубичному артилерійському полку на Північно-Західному фронті. Член ВКП(б) з 1942 року. У 1943 році закінчив 2-ге Ленінградське ордена Леніна Червонопрапорне артилерійське училище. З 1943 року — командир вогневого взводу 1232-го гарматного артилерійського полку 115-ї гарматної артилерійської бригади на Південно-Західному та 3-му Українському фронтах. У вересні 1943 року під Запоріжжям був тяжко поранений.
Після війни вступив до Літературного інституту. Перше оповідання Г. Бакланова надруковане в журналі «Крестьянка» у 1951 році. В подальшому нариси і оповідання друкувались в газетах: «Правда», «Комсомольская правда», «Литературная газета»; журналах: «Октябрь», «Знамя», «Дружба народов», «Огонёк» та інших. У 1954 році вийшла друком перша повість Г. Бакланова «У Снігірях».
У 1956 році прийнятий у члени Спілки письменників СРСР. Успіх Бакланову принесли його повісті про війну: «Дев'ять днів (На південь від головного удару)» (1958), «П'ядь землі» (1959).
Також Бакланов написав роман «Липень 41 року» (1964), повісті «Мертві сорому не мають» (1961), «Навіки — дев'ятнадцятирічний» (1979). За сценаріями письменника знято вісім фільмів, зокрема «Був місяць травень» Марлена Хуцієва.
У 1986—1993 роках Бакланов був головним редактором журналу «Знамя», у якому під час перебудови публікувалися багато творів «повернутої літератури».
Голова комісії з літературної спадщини Каміла Ікрамова (з 1990 року), співголова фонду «Знамя» (з 1993). Академік Академії російського мистецтва (з 1995), член Ради з культури і мистецтва при Президенті РФ (1996—2001).

## Нагороди і відзнаки
- Орден Червоної Зірки (05.01.1945);
- Орден Вітчизняної війни 1-го ступеня (11.03.1985);
- Орден Трудового Червоного Прапора;
- Орден «Знак Пошани»;
- Орден Дружби народів;
- Орден «За заслуги перед Вітчизною» 3-го ступеня;
- медалі.

Лауреат Державної премії СРСР (1982) і Державної премії Росії (1998).